# Albin Hagström

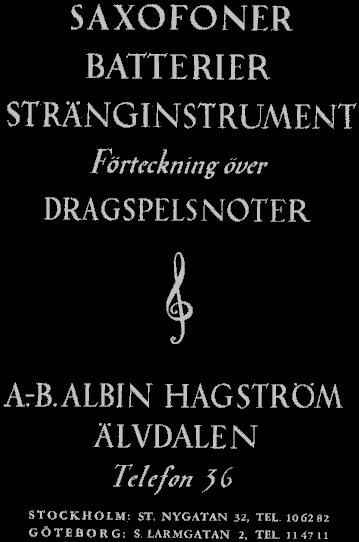
Musikhäfte utgivet av Albin Hagström.

Albin Hagström, född 25 maj 1905 i Orsa, död 3 april 1952 i Stockholm, var en svensk företagare. Hagström var far till Karl-Erik Hagström, Kärstin Hagström-Heikkinen, Lars Hagström och Anna-Lehna Hagström.
Hagström grundade AB Albin Hagström 1925 och byggde fram till sin bortgång upp ett affärsimperium baserat på tillverkning och försäljning av dragspel. Varumärket Hagström blev internationellt välkänt och aktat.
Albin Hagström lärde sig tidigt hantera dragspelet, och började spela på lokala danser och fester. 1921 köpte han två tyska dragspel. Det ena såldes, och det andra hyrdes ut till lokala spelmän. Detta var grunden till ett stycke svensk industrihistoria.
Efter att ha importerat och sålt dragspel under några år, registrerades firma Albin Hagström 1925. Företagets hemvist var Älvdalen. Med hjälp av tidningsannonser fann han ständigt nya affärsmöjligheter, och började i samarbete med italienska dragspelstillverkare utveckla ett dragspel speciellt framtaget för den svenska marknaden. 
Idén slog väl an, och efterfrågan på de italienska Hagströmspelen ökade ständigt. Hagström förrättade flera resor till Italien för att utveckla nya dragspel, och lärde sig samtidigt hantverket.
Problem med leveranser och en tilltagande oro på den europeiska valutamarknaden gjorde att Hagström 1932 satsade på egentillverkning, och öppnade sin första dragspelsfabrik i Älvdalen. 
Under de följande 20 åren blev Hagström en av världens största dragspelsproducenter, och fram till Albin Hagströms bortgång expanderade företaget ständigt. I anslutning till affärskedjan Hagström Musik startades en musikskola, som blev förebilden för den kommunala musikskolan.
År 1950 skulle Hagström på en affärsresa till USA. För att beviljas visum i USA krävdes det att sökande var vaccinerad mot smittkoppor, vilket Hagström inte var, trots att det sedan 1816 var obligatoriskt att vaccinera barn mot smittkoppor i Sverige. Av oklar anledning hade Hagströms husläkare inte tillgång till ett av tidens mer moderna och bättre smittkoppsvaccinen. Hagström vaccinerades därför med ett äldre vaccin och han blev därefter beviljad visum till USA. Efter en viss tid i USA insjuknade Hagström i en ospecificerad bakterieinfektion. Det är möjligt att han insjuknade i smittkoppor, då det smittkoppsvaccin han vaccinerades med var mindre effektivt än några av tidens mer moderna vaccin, men exakt vilken sjukdom han drabbades av är okänt. Hagströms tillstånd förvärrades till den grad att han insjuknade i sepsis, varpå han transporterades till Sverige för att ytterligare vårdas. I Sverige lyckades läkare stabilisera Hagströms tillstånd, men i hans septiska tillstånd hade bakterier fört med sig infektionen till Hagströms hjärtklaffar. Albin Hagström avled i hjärtsvikt till följd av infektiös endokardit den 3 april 1952. 